# Hipparque (astronome)
Pour les articles homonymes, voir Hipparque.
Hipparque, en grec ancien Ἵππαρχος (v. 190 – v. 120 av. J.-C.), astronome, géographe et mathématicien grec.
Hipparque est probablement né à Nicée et mort à Rhodes. On sait qu'il a été actif au moins entre 147 et 127 av. J.-C.
Célébré par Ptolémée, qui disposait de ses textes, et bien connu dans l'Antiquité où il est cité par divers auteurs, il tombe dans l'oubli au Moyen Âge en Occident : dans les traductions médiévales arabes des textes de Ptolémée, son nom prend la forme d'Abrachir, et Gérard de Crémone, qui retraduit en latin l'Almageste à partir de l'arabe au XIIe siècle, conserve ce nom, faute d'avoir pu l'identifier.

## Vie et œuvre
Il y a une forte probabilité qu'Hipparque soit né à Nicée (actuelle İznik), en Bithynie, un ancien royaume au nord-ouest de l'Asie Mineure, actuellement en Turquie.
On ne connaît pas exactement les dates de sa vie, mais Ptolémée lui attribue des observations astronomiques de 147 à 127 av. J.-C. ; des observations antérieures, à partir de 162, peuvent aussi lui être attribuées.
La date de sa naissance, aux environs de 190 a été calculée par Jean-Baptiste Delambre en se basant sur des indices concernant ses travaux.
Hipparque doit avoir vécu encore quelque temps après 127 car il analysa et publia ses dernières observations.
Hipparque obtint des informations provenant d'Alexandrie et de Babylone, mais on ne sait pas si et quand il visita ces endroits. Selon la tradition, il passa une partie de sa vie à Rhodes, où il mourut.
Bien qu'Hipparque ait écrit au moins 14 ouvrages, seuls un fragment de son catalogue d'étoiles comme palimpseste du Codex Climaci Rescriptus, et  trois livres de "Commentaires" sur les Phénomènes d'Eudoxe et d'Aratos (Τῶν Ἀράτου καὶ Εὐδόξου φαινομένων ἐξήγησις) nous sont parvenus. La majeure partie de ce qu'on connaît du reste de son œuvre provient de l'Almageste de Ptolémée. Il existe aussi des références à Hipparque dans les œuvres de Pappus d'Alexandrie et Théon d'Alexandrie dans leurs commentaires de l'Almageste, dans la Géographie (Γεωγραφικά) de Strabon et dans l’Histoire naturelle de Pline l'Ancien (les ouvrages d'Hipparque existaient encore à leur époque). Quelques références moins significatives se rencontrent aussi chez Théon de Smyrne, Chalcidius, Synésios de Cyrène, Plutarque et Proclus. On en connait également quelques fragments, dont un sur un palimpseste découvert en 2022.
Outre les Commentaires cités ci-dessus, les ouvrages suivants sont attribués à Hipparque
- Εἰς τοὺς Ἀρίστους (Pour les meilleurs)
- Παραλλακτικά  (Les parallaxes, 2 livres)
- Περὶ ἀστερισμῶν (Des Constellations)
- Περὶ ἐκλειψέων  Ἡλίου κατὰ τὰ ἑπτὰ κλίματα (Des éclipses de soleil selon les 7 climats)
- Περὶ ἐμβολίμων μηνῶν τε καὶ ἡμερῶν (Des mois et des jours intercalaires)[8]
- Περὶ μεγεθῶν και ἀποστημάτων Ἡλίου και Σελήνης (Des grandeurs et des distances du Soleil et de la Lune, 2 livres)
- Περὶ μηνιαίου χρόνου (De la durée du mois [lunaire])
- Περὶ τὴς κατὰ πλάτος μηνιαίας τὴς Σελήνης κινήσεως (Du mouvement mensuel en latitude de la lune)
- Περὶ τὴς πραγματείας τῶν ἐν κύκλῳ εὐθειῶν (De l'étude des droites dans le cercle, 12 livres)
- Περὶ τὴς τῶν ἀπλανῶν συντάξεως (De la disposition des latitudes)
- Περὶ τὴς τῶν συναναστολῶν πραγματείας (De l'étude des levers simultanés)
- Περὶ τὴς τῶν δώδεκα ζωδίων ἀναφοράς (De l'ascension des douze signes zodiacaux)
- Περὶ τὴς μεταπτώσεως τῶν τροπικῶν καὶ ἐαρινῶν ἰσημερίων (Du changement des solstices et des équinoxes printanières)
- Περὶ τοῦ ἐνιαυσίου μεγέθους (De la durée de l'année)
- Περὶ τῶν διὰ βάρους κάτω φερομένων (Du déplacement des objets vers le bas en raison de leur poids)
- Πρὸς τὸν Ἐρατοσθένη καὶ τὰ ἐν τῇ γεωγραφίᾳ αὐτού λεχθέντα (Contre Ératosthène et ce qui est dit dans sa géographie. Souvent rebaptisé Critique de la géographie d'Ératosthène).

## Hipparque mathématicien
Hipparque est reconnu comme le premier mathématicien à avoir disposé de tables trigonométriques, utiles pour calculer l'excentricité des orbites lunaire et solaire, ou dans les calculs des grandeurs et distances du Soleil et de la lune. Toutefois, il n'est pas possible d'affirmer à coup sûr qu'il en est l'initiateur, bien que Ptolémée soit de cet avis. Les historiens s'accordent en général pour désigner Hipparque comme le premier rédacteur de telles tables. Mais si les uns présentent volontiers Hipparque comme l’inventeur de la trigonométrie, d'autres considèrent qu'il s'est borné, en la matière, à présenter de manière pratique des connaissances déjà acquises de longue date. Quoi qu'il en soit, ces tables donnent la longueur de la corde pour des  rayons ou des angles au centre donnés (avec une division du cercle en 360°). En tout cas, son ouvrage « De l'étude des droites dans le cercle » ne comportait pas moins de 12 livres et constituait donc très certainement une œuvre majeure. Il est donc raisonnable de penser qu'Hipparque, s'il n'est pas certain qu'il ait inventé la trigonométrie, l'a tout au moins fait progresser de manière importante.
Pour sa table des cordes, il disposait d'une meilleure approximation de π que celle d'Archimède, peut-être déjà 3,17:120 (en sexagésimal, soit 3,14166667...), valeur utilisée par Ptolémée. Mais, une fois encore, on ignore s'il calcula cette valeur lui-même. On lui attribue également la démonstration du caractère conforme de la projection stéréographique, utilisée pour la construction de l'astrolabe (cf. infra) et pour l'établissement de cartes géographiques à grande échelle.
Hipparque fut le premier Grec à utiliser des techniques arithmétiques chaldéennes, ce qui étendit les techniques disponibles pour les astronomes et les géographes.
Il trouva aussi que le nombre de propositions composées de 10 propositions simples (en mathématiques modernes on dirait le nombre de façons de parenthéser une expression de 10 variables, ou encore le nombre d'arbres à 10 feuilles) est de 103049. Ce résultat fut retrouvé presque 2 000 ans plus tard par Ernst Schröder (voir Nombre de Schröder-Hipparque). C'est sans doute là l'un des plus difficiles théorèmes de combinatoire de l'Antiquité.

## Hipparque astronome
Hipparque est considéré comme le plus grand astronome d'observation de l'Antiquité. Il fut le premier Grec à développer des modèles quantitatifs et précis du mouvement de la Lune et du Soleil.
Pour ce faire, il utilisa systématiquement les connaissances et surtout les observations accumulées pendant des siècles par les astronomes chaldéens de Babylone. Les premières observations utilisables de ceux-ci remontaient au règne de Nabonassar (747 av. J.-C.) et constituent le point de départ des tables astronomiques de Ptolémée, qui nous sont parvenues et qui se basaient, comme ce dernier l'affirme lui-même, sur les travaux d'Hipparque.
Ptolémée est postérieur à Hipparque d'environ trois siècles. Pourtant sa synthèse de l'astronomie ne  surpasse pas les travaux de son prédécesseur, comme l'a montré en 2022 la découverte d'un palimpseste contenant un extrait du catalogue d'étoiles d'Hipparque. Elle constitue en tout cas une source particulièrement intéressante et peu suspecte : Ptolémée savait de quoi il parlait et il n'avait aucun intérêt à exagérer les mérites d'Hipparque.

### Mouvements des astres et éclipses

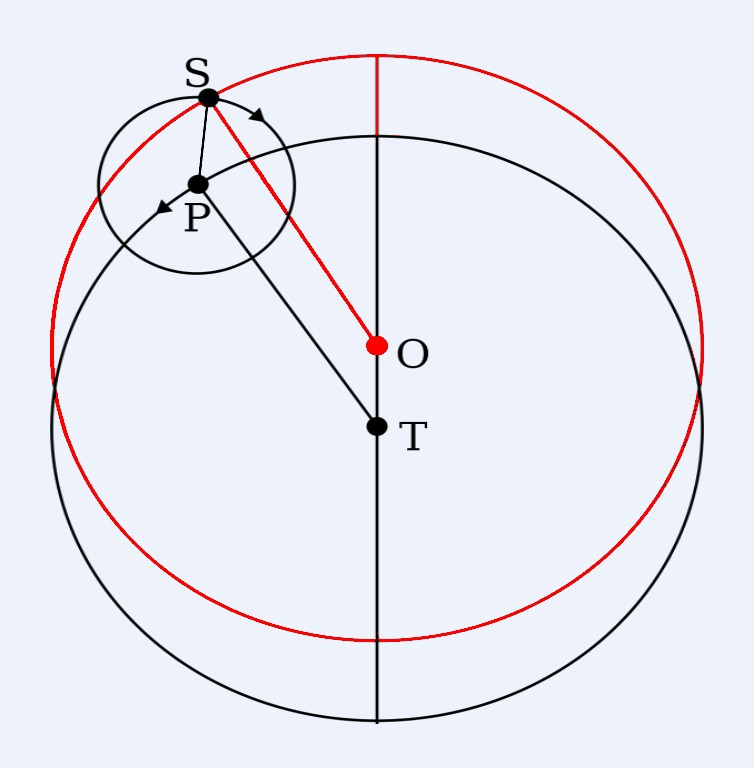
Mouvement du Soleil selon la théorie des épicycles. La Terre (T) est au centre du déférent ; P est le centre de l'épicycle du Soleil (S). En rouge, la résultante.

La majeure partie des œuvres d'Hipparque concerne cette problématique. Avec sa théorie des épicycles, basée sur les travaux d'Apollonius de Perga, et ses tables astronomiques fondées sur la trigonométrie, l'astronomie connut une avancée considérable. Hipparque remarqua que les mêmes résultats pouvaient être obtenus en supposant que le Soleil décrivît un cercle excentrique à la Terre et cette concordance entre les résultats de deux hypothèses très différentes frappa son esprit ; ainsi, selon Théon de Smyrne :

« Adraste montre ainsi que les phénomènes sont expliqués dans l’une et l’autre hypothèse, celle de l’excentrique et celle de l’épicycle. Hipparque a fait remarquer qu’elle est digne de l’attention du mathématicien, la recherche de l’explication des mêmes phénomènes à l’aide d’hypothèses si différentes, celle des cercles excentriques et celle des cercles concentriques et des épicycles. »

Il fut probablement le premier à développer une méthode fiable permettant de prédire les éclipses lunaires et même solaires.
De tels calculs sont extrêmement complexes. Ils supposent une connaissance détaillée des mouvements des astres concernés, et notamment de disposer des éléments suivants
- Une bonne connaissance de l'orbite solaire, y compris son excentricité. Selon Ptolémée, Hipparque obtint pour l'excentricité une valeur de 1/24 du rayon de l'orbite (ce qui est un peu trop élevé) et fixa l'apogée à une longitude de 65°1/2 par rapport au point vernal de l'écliptique. Ces calculs permettent la construction de l'épicycle solaire.
- Une bonne approximation des vitesses de déplacement du soleil (déplacement du soleil sur son épicycle et du centre de celui-ci sur le déférent). En d'autres termes, cela supposait, entre autres, de connaître de manière assez précise la durée de l'année. Ptolémée rapporte qu'Hipparque fixa cette mesure à 365 jours + 1/4 – 1/300, soit 365 j 5 h 55 min contre approximativement 365 j 5 h 48 min 45 s en réalité. Comme tous les astronomes anciens, en pensant calculer les paramètres du mouvement solaire, il calculait en réalité ceux du mouvement terrestre, puisque la Terre tourne autour du Soleil et non l'inverse.
- Une bonne connaissance de l'orbite lunaire avec son excentricité et les variations de la position de la lune en latitude par rapport à l'écliptique.
- La connaissance assez précise de la durée des lunaisons. Ce calcul est assez simple pour autant que l'on dispose d'observations anciennes, ce qui était le cas grâce aux Chaldéens, qui réalisèrent d'ailleurs eux-mêmes ce calcul. On estime que l'erreur était d'environ 0,2 seconde au IVe siècle av. J.-C. et de 0,1 seconde au temps d'Hipparque.
- La reconnaissance de l'anomalie lunaire et la mesure de son amplitude. L'orbite lunaire étant en réalité elliptique, son déplacement angulaire par rapport à la Terre subit des variations, ou anomalie. Ptolémée décrit les détails du calcul de l'excentricité et de l'anomalie[19] : Hipparque le réalisa, dit-il, à partir des listes babyloniennes d'éclipses, particulièrement celles des  22-23 décembre 383, 18-19 juin 382 et 12-13 décembre 382 av. J.-C.
- Une bonne approximation de la circonférence terrestre, ou tout au moins des écarts en longitude et latitude de certains points du monde connu d'alors, appelés « climats ». En effet, les calculs sont toujours réalisés sur les centres des astres et de la Terre. Lors d'une éclipse solaire, la Terre, la Lune et le Soleil ont beau être alignés, l'observateur ne voit l'éclipse que s'il se trouve à un endroit très proche du même alignement, ce qui n'est jamais le cas dans le cadre grec, le soleil n'y étant jamais au zénith. Il est donc nécessaire de calculer des parallaxes dépendant des coordonnées du lieu d'observation.

On ignore s'il put effectivement réaliser des calculs d'éclipses. La méthode en tout cas est à mettre à son crédit.

### Grandeurs et distances du Soleil et de la Lune
En se fondant essentiellement sur des indications de Ptolémée et de Pappus, plusieurs historiens des sciences se sont attachés à reconstituer la démarche d'Hipparque dans ce domaine. Il en ressort que celui-ci, mettant en œuvre deux méthodes différentes, toutes deux ingénieuses et sophistiquées, est parvenu à des résultats remarquables dans l'évaluation de la distance Terre-Lune : il place en effet cette distance dans une « fourchette » allant de 62 à 77 rayons terrestres. À l'inverse, sa distance Terre-Soleil est considérablement sous-estimée, bien que sa méthode soit assez correcte. Ces calculs supposent inévitablement des connaissances trigonométriques relativement fines.

### Catalogue d'étoiles et précession des équinoxes

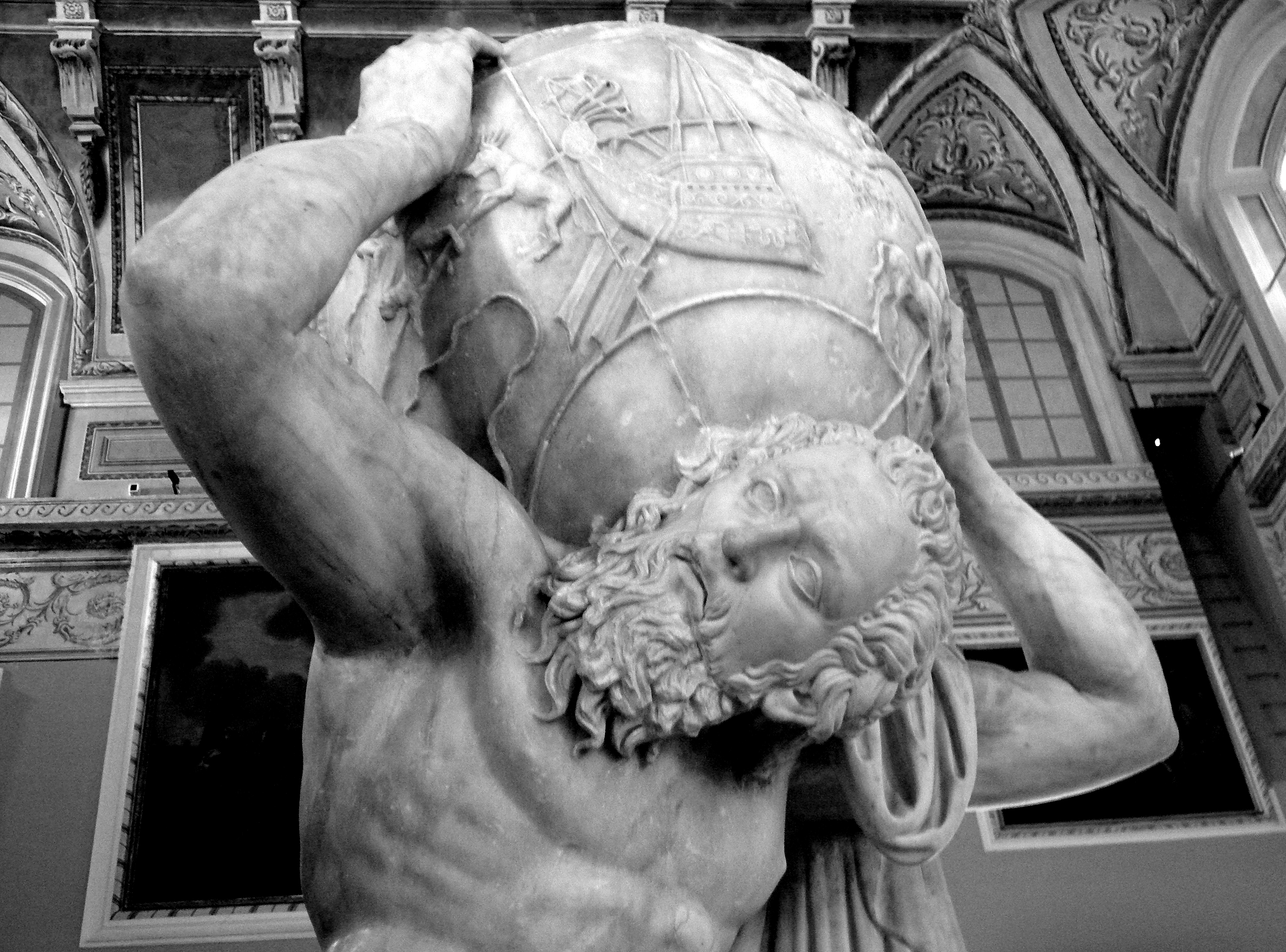
L'Atlas Farnèse, copie romaine d'un original hellénistique (musée archéologique de Naples).

Hipparque a réalisé la compilation d'un catalogue d'étoiles faisant suite à celui de Timocharis d'Alexandrie. C'est en confrontant ce catalogue, vieux de plus d'un siècle, à ses propres observations qu'il découvrit la précession des équinoxes. Il estima celle-ci à « au moins 1° par siècle ».
Selon Bradley E. Schaefer, astrophysicien de l'université d'État de Louisiane, une partie du catalogue d'étoiles d'Hipparque est visible sur l'Atlas Farnèse, une copie romaine du IIe siècle d'une statue hellénistique. Entre autres arguments, il avance que le point d'observation doit se situer sur l'île de Rhodes. Ce catalogue d'Hipparque ne serait donc pas totalement perdu. On trouve sur le globe porté par Atlas la représentation de 41 constellations, et des cercles de référence (équateur, écliptique, tropiques, cercles polaires) permettant de les situer.
En  2022, des fragments du catalogue astronomique d'Hipparque ont été retrouvés par imagerie multispectrale d'un palimpseste (parchemin dont le texte originel a été effacé pour que le support puisse resservir) : le Codex Climaci Rescriptus. Le texte était jusqu'alors introuvable, et réputé définitivement perdu. Ces fragments du catalogue d'Hipparque présentent un degré de précision supérieure à celui du catalogue établi sous Ptolémée qui le cite, trois siècles plus tard .

### Instruments
Il est bien attesté qu'Hipparque utilisa divers instruments d'observation comme le gnomon, bâton de visée ou générateur d'ombre, ou le scaphé, sorte de cadran solaire portable, ou encore l'anneau équatorial. Ptolémée indique que, comme Hipparque, il employait une dioptre pour mesurer les diamètres apparents du Soleil et de la Lune. Il s'agissait d'une tige, munie d'un trou d'observation à une extrémité et d'un cache qui pouvait être déplacé le long de la tige. La mesure était lue lorsque le cache obscurcissait entièrement l'astre visé. Plusieurs de ces instruments existaient certainement avant lui et certains sont d'origine chaldéenne. Mais Synésios de Cyrène lui attribue généralement l'invention de l'astrolabe, qui sera utilisé, sous diverses formes, durant des siècles, jusqu'à l'invention de la boussole et du sextant.

## Géographie et physique
Strabon, dans sa Géographie, atteste la proposition d'Hipparque de calculer les différences de longitudes en se basant sur les différences d'heures locales lors de l'apparition d'une éclipse de Lune.
Toujours selon Strabon, Hipparque, s'appuyant sur les travaux de Séleucos de Séleucie sur les marées, avait déduit l'existence d'un continent entre l'océan Atlantique et l'océan Indien des différences de comportement desdites marées entre les côtes arabes, d'une part, et les côtes espagnoles et françaises d'autre part.
Hipparque a également produit un ouvrage intitulé Du déplacement des objets vers le bas en raison de leur poids. Quelques indications en sont données par Simplicius, mais trop peu pour confirmer l'hypothèse qu'il avait entrevu une théorie newtonienne de la gravitation, idée cependant bien tentante au sujet d'un homme qui s'est essentiellement consacré à l'astronomie[réf. nécessaire].

## Notoriété
- L'astéroïde (4000) Hipparque a été nommé en son honneur.
- Il en va de même pour le satellite Hipparcos, lancé en 1989, satellite de mesure de parallaxe à haute précision. Il est à la base du catalogue d'étoiles du même nom.
- Le cirque Hipparque est une région de la lune.
- C'est aussi le lieu d'alunissage de la fusée lunaire choisi par Hergé dans l'album de Tintin On a marché sur la lune. On retiendra la réplique du Capitaine Haddock faite à Dupond et Dupont : « le cirque Hipparque n'a pas besoin de clowns, vous ne pouvez donc pas faire l'affaire ».